# ابوالقاسم قربانی
ابوالقاسم قربانی (زاده ۲۲ دی ۱۲۹۰- درگذشته ۳۰ آبان ۱۳۸۰) تاریخ‌نگار ریاضی اهل ایران و از دراویش گنابادی بود. قربانی بیشتر به دلیل پژوهش‌هایش دربارهٔ ریاضیدانان ایرانی و تاریخ ریاضیات در ایران نامبردار است.

## زندگی
ابوالقاسم قربانی در ۲۲ دی ۱۲۹۰ خورشیدی در تهران به دنیا آمد. در سال ۱۳۱۲ دوره دبیرستان را در مدرسه عالی سن لویی با رتبهٔ اول به پایان رساند. در سال ۱۳۱۶ از دانشسرای عالی دانش‌آموخته شد. پس از گذراندن دوره سربازی، از سال ۱۳۱۹ به استخدام وزارت فرهنگ (آموزش و پرورش) درآمد و در دبیرستان‌های مختلف از جمله دبیرستان رازی، دبیرستان سن لویی و دبیرستان فرانکو پرسان و همچنین در دانشسراهای مقدماتی به آموزش ریاضیات پرداخت. از سال ۱۳۴۱ تا سال ۱۳۴۵ در ژنو به سرپرستی دانشجویان ایرانی و رایزن فرهنگی گماشته شد و پس از بازنشستگی در سال ۱۳۴۵، تا سال ۱۳۵۷ در مدرسه عالی دختران ایران به فعالیت‌های آموزشی و پژوهش مشغول بود. قربانی در ۳۰ آبان ۱۳۸۰ چشم از جهان فروبست.
قربانی که از دراویش گنابادی و از ارادتمندان سلسله نعمت‌اللهی بود، به هنگام مرگ در آبان ماه ۱۳۸۰، دو کار پژوهشی در دست داشت. نخست زندگی‌نامهٔ منجمان دورهٔ اسلامی که قرار بود به همان شیوهٔ اثر مشهور ایشان، زندگی‌نامهٔ ریاضی‌دانان اسلامی منتشر شود و دیگر پژوهشی دربارهٔ آثاری از ریاضی‌دانان دورهٔ اسلامی یا کارنامهٔ ریاضی‌دانان دوره اسلامی. اما با درگذشت وی کار انتشار هر دو کتاب متوقف ماند.

## پژوهش‌ها
قربانی در طول زندگی خود ۶۸ عنوان کتاب و همچنین مقاله‌های پرشماری در نشریه‌های علمی و فرهنگی همچون سخن علمی، یکان، یغما، راهنمای کتاب، آشتی با ریاضیات و آشنایی با ریاضیات به چاپ رساند. از میان این کتابها، ۱۰ عنوان مربوط به تاریخ ریاضیات در ایران و سایر کشورهای تمدن دوره اسلامی است. ۴۷ عنوان هم کتابهای درسی ریاضی برای دبستان و دبیرستان است که به‌طور مشترک با آقای حسن صفاری نوشته شده‌است. بقیه، کتابهایی است که در زمینه ریاضیات ترجمه یا تألیف شده‌اند.
از آثار دیگر او می‌توان کتابهای «نسوی نامه»، «فارسی نامه» و «تحریر استخراج الاوتار» را نام برد. کتاب زندگینامه ریاضیدانان دوره اسلامی مرجع بسیار مهم و کم‌نظیری برای پژوهش در این زمینه است. چکیده‌ای از این کتاب در سال ۱۳۵۲ به انگلیسی برگردانده و در دانشگاه صنعتی آریامهر (دانشگاه صنعتی شریف) چاپ شد.

## جوایز
قربانی چهار بار برنده جایزه کتاب سال شد: کاشانی‌نامه (۱۳۵۰)، بیرونی‌نامه (۱۳۵۳)، بوزجانی‌نامه (۱۳۷۱) و تحقیق در آثار ریاضی ابوریحان بیرونی (۱۳۷۱).

## جایزه ابوالقاسم قربانی
جایزه‌ای است که انجمن ریاضی ایران به مقالات برتر در زمینهٔ تاریخ ریاضیات اهدا می‌کند.